# Rosalío Cortés Sánchez

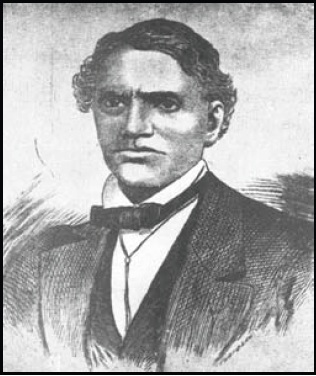

Rosalío Cortés Sánchez (getauft am 18. Juni 1820 in Léon, Nicaragua; † 9. Mai 1884 in Masaya; teilweise auch Rosalío Cortez Sánchez geschrieben) war ein Arzt, Rechtsanwalt sowie Mitglied der Partido Conservador de Nicaragua und des Duumvirs, der vom 19. Oktober bis 15. November 1857 das Staatsoberhaupt von Nicaragua war.

## Leben
Cortés Sánchez war der Sohn des Don José Escolástico Cortez und der Doña Josefa (geborene Sánchez Cantero). Er studierte Philosophie und Medizin und erwarb den Bachelor an der Universität von Léon. Schon in jungen Jahren kam 1840 er nach Granada, wo er der Hausarzt des Schriftstellers Don Pío Bolaños († 1896) wurde, dem Schwiegervater von Don Pedro Joaquín Chamorro y Alfaro. Hier lernte er auch seine spätere Frau Juana Bolaños (* 1826), die Nichte seines Patienten, kennen. Er verliebte sich in die Tochter von Don Nicolás Bolaños Thomé und Doña Juana (geborene Flores) und heiratete sie. Eine gemeinsame Tochter war Cándida Cortés Bolaños (1854–1918), welche Alejandro Bolaños (1858–1914) heiratete.
Er interessierte auch sich für die Politik des Landes und als der Staatschef (spanisch Supremo Director) José León Sandoval den General Ponciano Corral nach León entsandte, um den General José Trinidad Muñoz im Kampf zu unterstützen, schloss er sich diesen als Armeechirurg an. Er sprach sich dafür aus, dass Sandoval bei Ablauf seines Mandats als Staatschef am 1. April 1847 Don José Guerrero, einen Politiker aus Léon, als seinen Nachfolger vorschlagen solle, um den Konflikt zu entschärfen. Dieser wurde am 20. März 1847 gewählt, nachdem zunächst Miguel Ramón Morales kurzfristig dieses Amt bekleidete.
Er setzte sich für ein Gesetz zur Wiederherstellung von León als Hauptstadt ein, doch Don José Benito Rosales (Amtszeit von März bis April 1849) legte er ein Veto gegen das Gesetz ein. Sein Nachfolger Norberto Ramírez verlegte die De-facto-Hauptstadt nach León, was zu Konflikten zwischen Exekutive und Legislative führte. Cortés Sánchez agierte als Vermittler und setzte sich dafür ein, die Dinge friedlich zu regeln.
Mit José Laureano Pineda wurde im Mai 1851 eine zentralamerikanische verfassunggebende Versammlung zwischen Honduras, El Salvador und Nicaragua gebildet. Cortés Sánchez wurde zum Vizepräsidenten dieser Versammlung gewählt. 1852 unterstützte er gemeinsam mit Bischof José Jorge Viteri y Ungo die Kandidatur von Fruto Chamorro Pérez zum Präsidenten.
Während des Bürgerkriegs wurde er 1854 von den Liberalen in León gefangen genommen, nach Pueblo Nuevo gebracht und später aufgrund der allgemeinen Amnestie, im Zusammenhang mit dem Friedensvertrag zwischen William Walker und Ponciano Corral Acosta (23. Oktober 1855) freigelassen. Während der Auseinandersetzungen galt er als Vermittler, der sich für Frieden zwischen den Nicaraguanern einsetzte. Cortés Sánchez zog mit seiner Familie nach Masaya um, wo er 1857 der erste Bürgermeister wurde.
Im Juni 1857 wurde eine neue Regierungsform (ein Duumvir) mit einer Doppelspitze aus Tomás Martínez und Máximo Jerez gebildet, die Cortés Sánchez zum Kriegs- und Außenminister ernannten. Vom 19. Oktober bis zum 15. November 1857 war er gemeinsam mit Don Gregorio Juárez Mitglied der Junta Gubernativa interina. Er teilte sich Duumvir hatte er mit Gregorio Juárez von der Partido Liberal. Mit diesem erklärte er am 8. November 1857 vor der verfassungsgebenden Versammlung, es wäre notwendig, die Gründe des Krieges zu vergessen und die Gemeinsamkeit und das Heldentum des Guerra Nacional zu betonen.
Er war in der Zeit von 1851 bis 1876 ein einflussreicher Politiker und starb 1884 in Masaya. Er wurde auf dem Zentralfriedhof dieser Stadt beigesetzt. Cortés Sánchez war der Großvater von Alejandro Bolaños Geyer, Nicolás Bolaños Geyer, Enrique Bolaños Geyer und Domingo Bolaños Geyer.

## Publikationen und Engagement
- Documento. Para la historia del estado de Nicaragua. (Las Sombras al Director del estado en contestacion a su impreso de 16 de noviembre del presente …). Impr. de la Fraternidad, Masaya 1846 OCLC 16583810.
- Opiniones de Rosalio Cortez en contestacion al juicio particular del señor licenciado don José Maria Estrada. Año de 1848. Impr. de la Fraternidad, Masaya 1848, OCLC 16583760.
- Er war als Universitätsprofessor, Essayist, Politiker und Mediziner tätig.
- Vom 19. Oktober 1857 bis 15. November 1857 war er Interimspräsident von Nicaragua.
- Oktober 1871: Gemeinsam mit Jerónimo Pérez Gründung der Akademie Collegio de Masaya. Die Akademie bot folgende Studiengänge an: Philosophie, Rhetorik, Politische Ökonomie, Zivil- und kanonischen Recht sowie Medizin.[6]
- Gemeinsam mit Pérez gründete er 1875 die Zeitung La Tertulia[7]